# Елисаветпольский 156-й пехотный полк
156-й пехотный Елисаветпольский генерала князя Цицианова полк — пехотная воинская часть Русской императорской армии.

## Формирование и кампании полка
Сформирован 6 ноября 1863 г. из 6-го резервного батальона Кубанского пехотного полка (сформированного 16 декабря 1845 г.); 25 марта 1864 г. Елисаветпольскому полку присвоен № 156. 1 августа 1874 г. полк приведён в состав 4 батальонов; на сформирование 4-го батальона поступил Ахалцыхский крепостной батальон (сформированный 18 января 1830 г.); 25 марта 1891 г. князь Павел Дмитриевич Цицианов был назначен вечным шефом полка и полк наименован 156-м пехотным Елисаветпольским генераля князя Цицианова.
Елисаветпольский полк принимал выдающееся участие в русско-турецкой войне 1877—1878 гг. 4 мая 1877 г. полк взял штурмом форт Эмир-Оглы-Табия, расположенный на Гелявердынских высотах, впереди Ардагана. 10 мая Елисаветпольский полк, в составе правой колонны главных сил, под начальством генерал-лейтенанта Девеля, был двинут к Карсу. После ряда стычек, мелких боёв и рекогносцировок Елисаветпольский полк принял видное участие в трёхдневном бою 20—22 сентября у Аладжинских высот и 3 октября во взятии фронтальной атакой Аладжинской позиции. 23 октября Елисаветпольский полк, в составе колонны князя Амираджибова, принял участие во взятии д. Узун-Ахмета, составлявшей центр Деве-Бойнской позиции.
Во время Первой мировой войны полк находился в составе 1-го Кавказского корпуса, участвовал в июльской операции 1915 г., в тяжелейших боях на Деве-Бойнской позиции. 2 февраля 1916 г. при общей атаке 39-й пехотной дивизией важнейшей точки Деве-Бойну форта Чобан-Деде полк понёс колоссальные потери, однако форт взял и укрепился в нём. Это событие явилось ключевым для успешного завершения Эрзерумской операции русских войск.
Полковой праздник — 8 ноября.

## Знаки отличия
1. Георгиевское знамя с надписью: «За взятие Ардагана 4 и 5 мая и за сражение на Аладжинских высотах 3 октября 1877 г.»
2. Поход за военное отличие — за войну 1877—78 гг.

## Командиры полка
- 12.12.1863 — 06.04.1865 — полковник Армашевский, Игнатий Иванович
- 06.04.1865 — 10.12.1865 — полковник Фролов, Николай Петрович
- 10.11.1865 — 09.01.1877 — подполковник (с 10.12.1865 г. — полковник) Разумихин, Павел Иванович
- 09.01.1877 — 08.11.1877 — полковник князь Амираджибов, Михаил Кайхосрович[2]
- 13.11.1877 — 31.10.1881 — полковник Мазаракий, Владимир Иванович
- 31.10.1881 — 18.11.1882 — полковник Журавлёв, Никита Степанович
- 18.11.1882 — 20.04.1893 — полковник Ушаков, Иван Яковлевич
- 23.08.1895 — 10.05.1897 — полковник Бабич, Михаил Павлович
- 18.05.1897 — 03.10.1900 — полковник Попов, Михаил Тимофеевич
- 24.10.1900 — 26.11.1901 — полковник Мартынов, Михаил Васильевич
- 20.03.1908 — 23.08.1912 — полковник Осипов, Александр Степанович
- 23.08.1912 — 29.11.1915 — полковник Цейханович, Николай Фёдорович
- 29.11.1915 — 22.10.1917 — полковник (с 20.05.1917 генерал-майор) Фененко, Михаил Яковлевич
- 22.10.1917 — хх.хх.хххх — полковник Бензенгр, Александр Васильевич
- в 1917 — полковник Фёдоров, Михаил Николаевич (избран командиром полка в 1917 году солдатским комитетом).

## Шеф полка
- 25.03.1891 — 1918 — генерал князь Цицианов, Павел Дмитриевич (вечный шеф).